# Mario Morello
Mario Morello (Cordenons, 26 gennaio 1945) è un ex calciatore italiano, di ruolo centrocampista.

## Carriera

Morello (in piedi, primo da destra) nel Perugia del 1972-1973

Cresciuto nelle giovanili della Juventus senza riuscire ad arrivare alla prima squadra, dopo l'esordio in prestito in serie D a Cuneo viene acquistato nel 1965 dalla Sampdoria, che lo cede in prestito per un altro anno all'Ivrea sempre in serie D; rientrato a Genova, fa il suo esordio in serie A il 9 marzo 1969 in Varese-Sampdoria. Rimane con i blucerchiati per tre stagioni, e nel 1971 passa al Perugia in serie B, dove disputa due campionati.
Nella stagione 1973-74 viene ceduto all'Ascoli, dove è protagonista della vittoria del campionato di Serie B con conseguente storica prima promozione dei bianconeri in Serie A. Con i marchigiani disputa altri due campionati della massima serie, totalizzando 53 presenze e due reti, ma al termine del campionato 1975-76 retrocede in serie B. Rimane ad Ascoli Piceno per un altro anno, prima di passare al Matera in serie C, dove contribuisce alla promozione dei lucani in serie B nella stagione 1978-79. Nel 1980 infine viene ceduto in serie C2 alla Biellese.
In carriera ha totalizzato complessivamente 75 presenze e 2 reti in Serie A e 145 presenze e 13 reti in Serie B.

## Palmarès

### Competizioni nazionali
- Campionato italiano di Serie B: 1

Ascoli: 1973-1974
- Campionato italiano Serie C1: 1

Matera: 1978-1979 (girone B)